# St. Clemens (Berg)

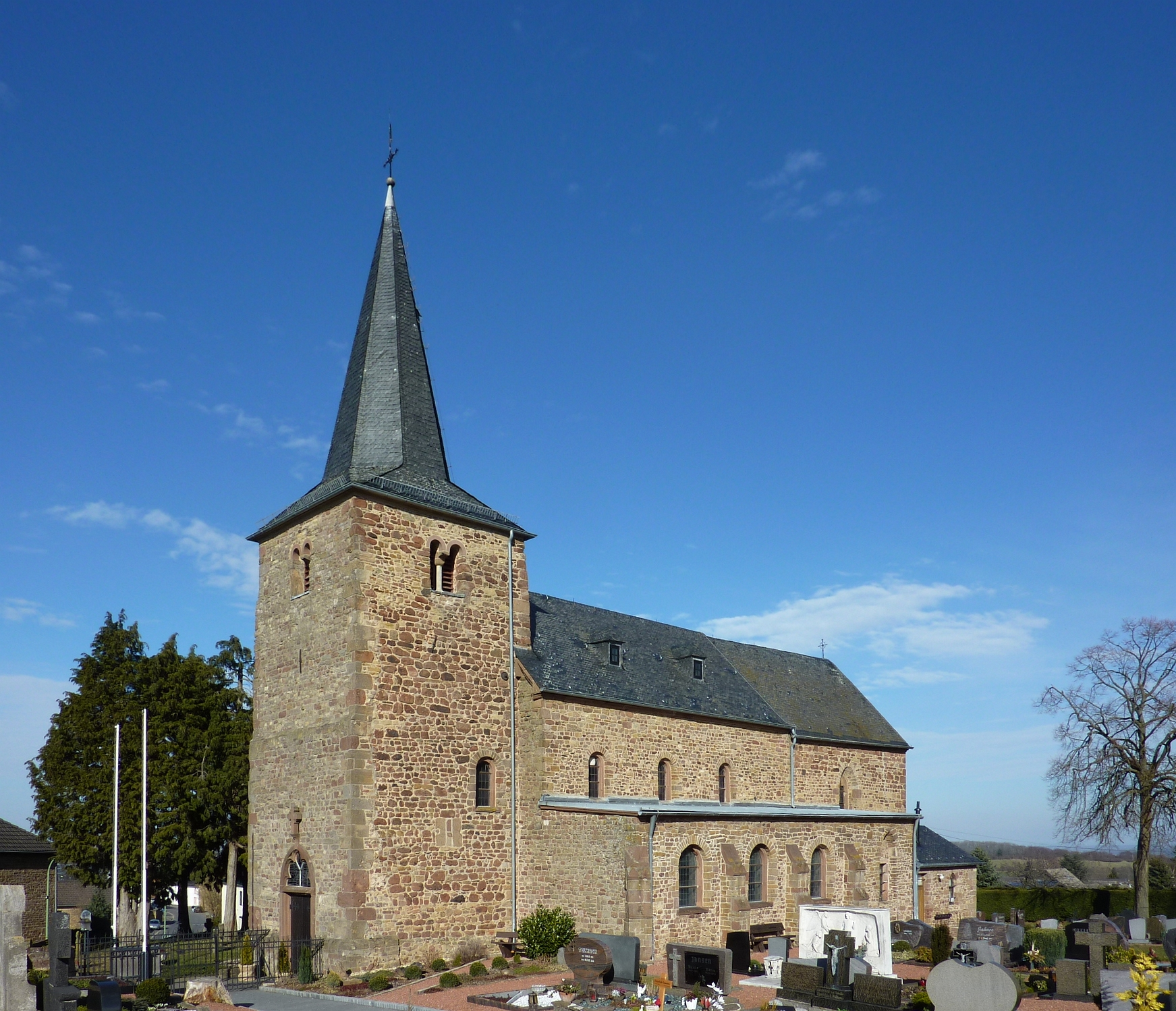
St. Clemens in Berg

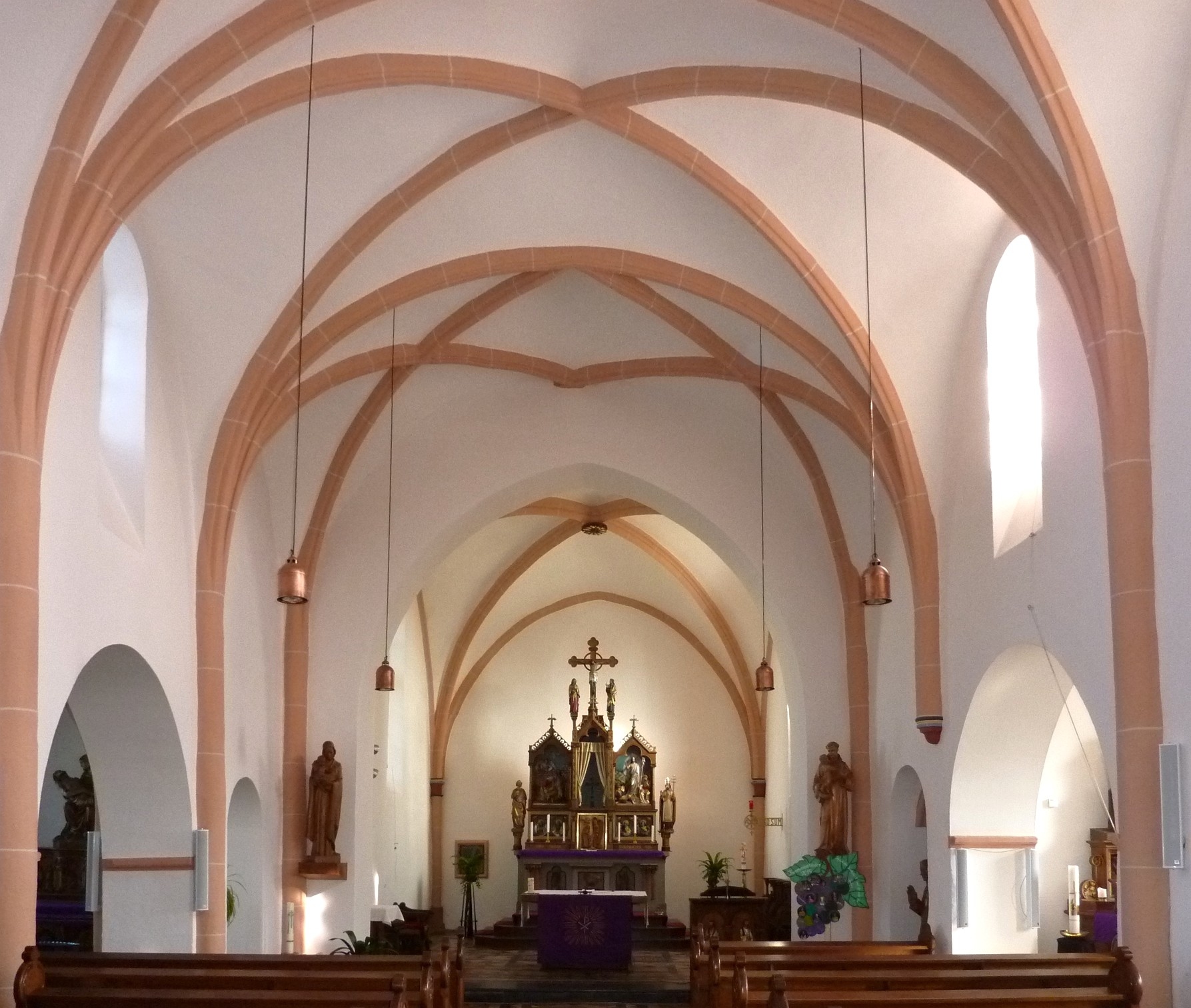
Innenraum nach Osten

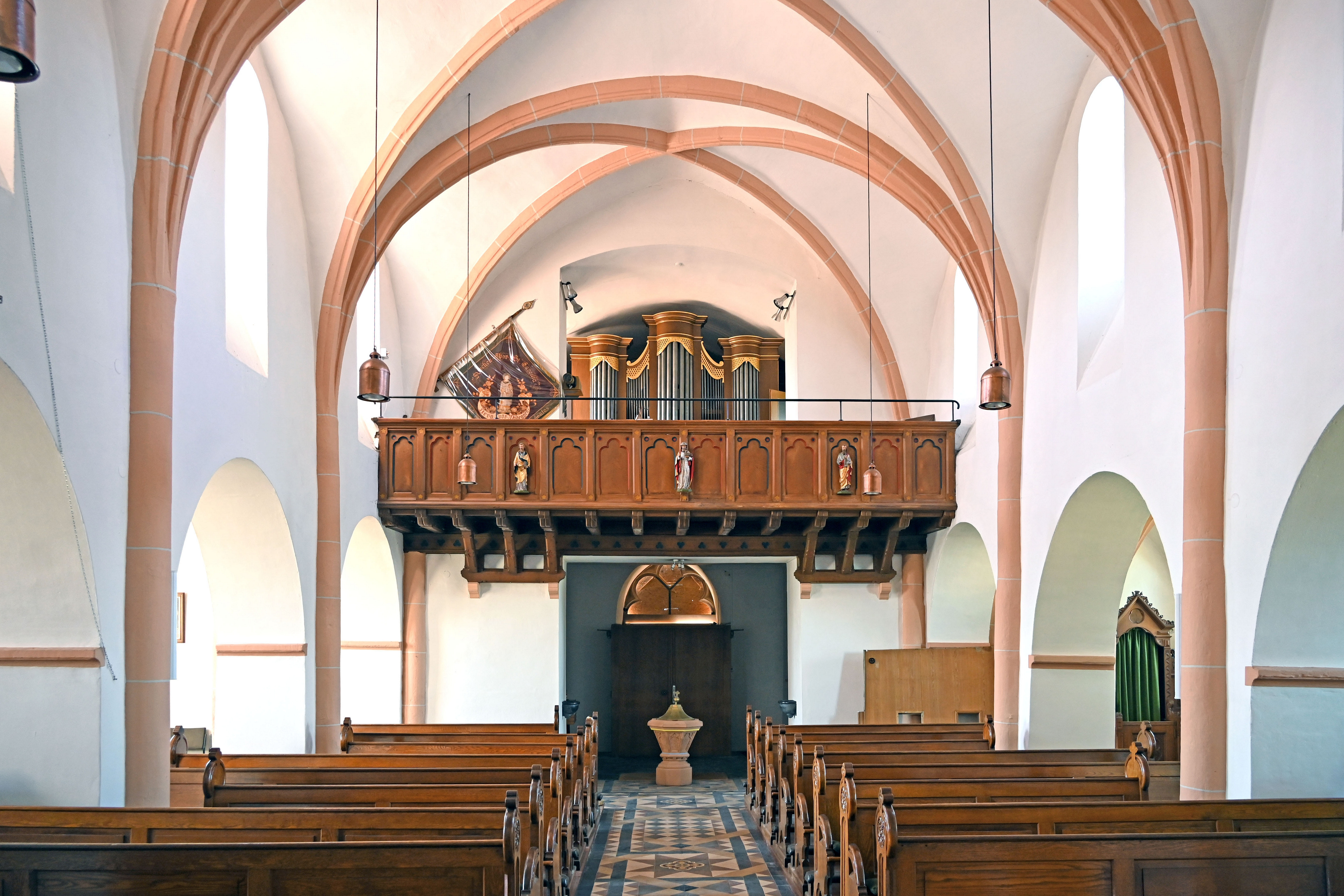
Innenraum nach Westen

St. Clemens ist die römisch-katholische Pfarrkirche des Ortsteils Berg der Stadt Nideggen im Kreis Düren (Nordrhein-Westfalen).
Das Gotteshaus ist als Baudenkmal unter Nummer 101 in die Liste der Baudenkmäler in Nideggen eingetragen.

## Geschichte
Eine Kirche bzw. ein Pfarrer in Berg wird das erste Mal im Jahr 1360 urkundlich erwähnt.
Der dreigeschossige Glockenturm und das heutige Mittelschiff im Baustil der Romanik stammen aus dem 12. und 13. Jahrhundert. Im 14. oder 15. Jahrhundert wurde die bis dahin einschiffige Saalkirche um zwei gotische Seitenschiffe zu einer dreischiffigen Anlage erweitert. Auch wurde der Rechteckchor gotisch umgestaltet und die Gewölbe wurden eingezogen. Im Jahr 1876 stürzte der Turmhelm infolge eines Orkans ein und musste neu aufgebaut werden. Um 1905 wurde das Gotteshaus renoviert und dabei das Gewölbe im Chor erneuert. 1956 musste die Pfarrkirche wegen Baufälligkeit geschlossen werden. Anschließend wurde sie renoviert.

## Ausstattung
Im Innenraum befindet sich ein neuromanischer Hochaltar mit zwei dazugehörigen Nebenaltären aus der Zeit um 1900. Die Bänke stammen ebenfalls aus dieser Zeit. Die Fenster sind einfache Werkstattentwürfe eines unbekannten Künstlers. Das Fenster über dem Hauptportal schuf der Glasmaler Herb Schiffer 1978.
Die Orgel auf der Empore über dem Eingangsbereich im hinteren Teil der Kirche stammt aus dem Jahr 1910 und wurde von den Orgelbauern Gebrüder Müller gebaut. Sie verfügt über 14 Register auf zwei Manualen und Pedal. 1995 restaurierte die Manufaktur Weimbs Orgelbau das Instrument.

## Glocken
| Glocke | Name               | Durchmesser | Masse ca. | Schlagton (HT-1⁄16) | Gießer                                              | Gussjahr |
| ------ | ------------------ | ----------- | --------- | ------------------- | --------------------------------------------------- | -------- |
| 1      | Herz Jesu          | 1128 mm0    | 893 kg    | fis′ -70            | Johannes Mark, Eifeler Glockengießerei, Brockscheid | 1981     |
| 2      | Christus und Maria | 987 mm      | 560 kg    | a′ -6               | –                                                   | 1390     |
| 3      | Clemens            | 834 mm      | 395 kg    | h′ -7               | Johannes Mark, Eifeler Glockengießerei, Brockscheid | 1975     |
| 4      | Kleine Glocke      | 698 mm      | 205 kg    | dis″ +10            | Johann Wael, Köln                                   | 1410     |

Motiv: Idealquartett